# Zeus Palace
Die Zeus Palace ist eine Fähre der italienischen Grimaldi Lines, die 2001 als Prometheus für die griechische Minoan Lines in Dienst gestellt wurde.

## Geschichte
Die Prometheus wurde unter der Baunummer 1279 bei Samsung Heavy Industries gebaut und am 12. August 2000 vom Stapel gelassen. Am 14. März 2001 wurde das Schiff an die Minoan Lines abgeliefert und am 4. Juni 2001 auf der Strecke von Patras über Igoumenitsa nach Venedig in Dienst gestellt. Im Oktober 2001 wechselte der Zielhafen von Venedig auf Ancona. Ab Juni 2003 lief das Schiff Korfu und Bari anstelle von Ancona an.

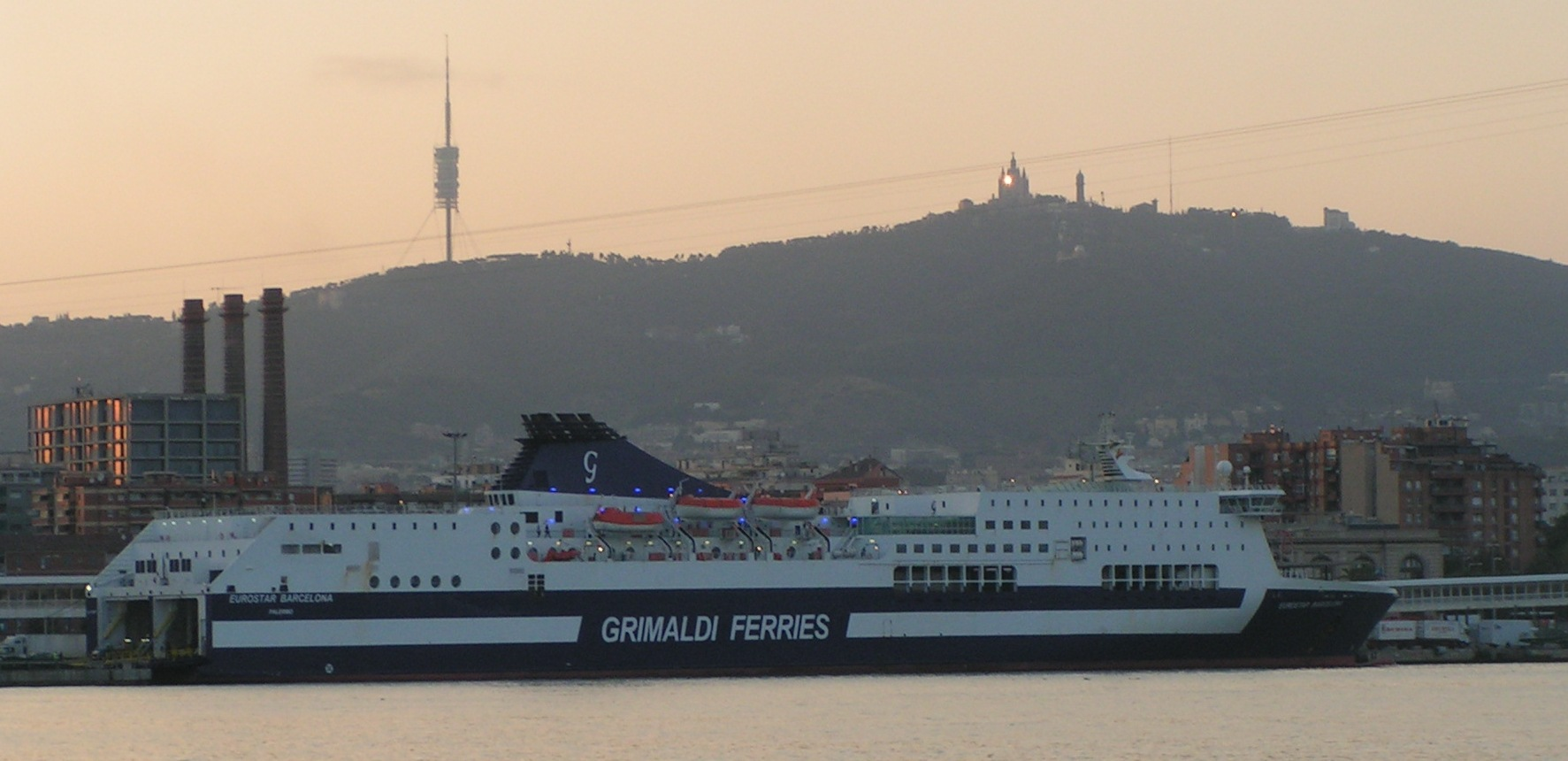
Als Eurostar Barcelona in Barcelona, September 2007

Im Oktober 2003 wurde die Prometheus an Caronte & Tourist verkauft, die das Schiff bereits seit September gechartert hatten. Am 16. Februar 2004 wurde das Schiff auf der Strecke von Salerno nach Catania in Dienst gestellt. Im Januar 2005 wurde es an ACL Ship Owners mit Sitz in Göteborg verkauft, die es nach einem Umbau unter dem Namen Eurostar Barcelona an die Grimaldi Lines vercharterten. Neues Einsatzgebiet der Eurostar Barcelona wurde die Strecke von Civitavecchia nach Barcelona.
Nachdem die Eurostar Barcelona im März 2008 zwischenzeitlich auch für die Strecke von Livorno nach Barcelona eingesetzt worden war, kaufte Grimaldi Lines das Schiff von ACL. Im Oktober 2008 charterte der frühere Eigentümer Minoan Lines die Eurostar Barcelona, um sie auf ihrer alten Route von Patras nach Venedig und Ancona einzusetzen. Im März 2009 wurde sie in Zeus Palace umbenannt.
Nachdem die Charter für Minoan im September 2009 ausgelaufen war, kehrte das Schiff wieder auf seiner alten Strecke in den Dienst für Grimaldi zurück. Im Februar 2010 wurde die Zeus Palace an Grandi Navi Veloci verchartert.
Nachdem das Schiff im Oktober 2010 in Genua einen Maschinenschaden erlitten hatte, wurde es zur Reparatur zu Cantieri Palumbo nach Neapel geschleppt. Im März kehrte die Zeus Palace in den Dienst zurück.
Im September 2012 lief der Chartervertrag mit Grandi Navi Veloci aus. Von Oktober bis Dezember 2012 wurde das Schiff abermals an die Minoan Lines verchartert. Grimaldi setzte es anschließend von Livorno über Barcelona nach Tanger ein. Seit Januar 2013 war die Zeus Palace von Civitavecchia über Trapani, Tunis und Palermo nach Salerno im Einsatz. Im Jahr 2016 bediente sie im Wechsel mit der Ikarus Palace die Linie von Livorno nach Olbia. Im März 2021 wechselte das Schiff auf die Strecke von Ancona nach Patras, wird aber auch zwischen Livorno und Palermo eingesetzt.

## Schwesterschiffe
Die Zeus Palace hat zwei Schwesterschiffe, die Mega Express Three von Corsica Ferries und die Moby Tommy von Moby Lines.